# Agromyza nevadensis
Agromyza nevadensis este o specie de muște din genul Agromyza, familia Agromyzidae, descrisă de Spencer în anul 1981.
Este endemică în California. Conform Catalogue of Life specia Agromyza nevadensis nu are subspecii cunoscute.